# كأس سويسرا 2010–11
كأس سويسرا 2010–11 هو الموسم 86 من كأس سويسرا. أقيم خلال الفترة أغسطس 2010 وحتى 29 مايو 2011، وأشرف على تنظيمه اتحاد سويسرا لكرة القدم، وكان عدد الأندية المشاركة فيه 64، وفاز فيه نادي سيون.